# 美食家世界食譜獎
美食家世界食譜獎（Gourmand World Cookbook Award）自1995年開始，是一個旨在表彰世上不同類別的最佳烹飪和飲料書籍。
這個獎項是由人頭馬君度（Rémy Cointreau）家族的愛德華·君度（Edouard Cointreau），於1995年發展出這個想法，一開始的時候稱為《世界食譜獎》。2001年之後就更名為現在的形式。頒獎典禮在不同地點舉行，例如：在倫敦、北京、吉隆坡。2009年到2013年一直在巴黎舉行頒獎典禮，2014年起，則在中國的北京、煙台舉辦。
美食家世界食譜獎截至2008年為止，總共有40多個類別的烹飪書籍、和18個飲料書籍的獎項。該獎項的創立目的，是促進所有國家的“美食”發展，促進國際交流，從而提高全世界對優質、多樣化和健康食品和飲料的認識。

## 歷屆頒獎所在地
每年，Gourmand International都會為美食界頒發這個擁有殊榮的獎項。頒獎典禮始終是結識烹飪書籍，以及酒界重要人士的機會：曾經有數百名編輯、作家、廚師、葡萄園或烈酒所有者和記者，都曾經入圍了這個獎項。
- 1995年：德國法蘭克福
- 1996年：德國法蘭克福
- 1997年：法國巴黎
- 1998年：法國佩里格
- 1999年：法國凡爾賽
- 2000年：法國佩里格
- 2001年：法國索爾日
- 2003年：法國布里薩克城堡
- 2004年：西班牙巴塞羅那
- 2005年：瑞典厄勒布魯
- 2006年：馬來西亞吉隆坡
- 2007年：中國北京
- 2008年：英國倫敦
- 2009年：法國巴黎[1]
- 2010年：法國巴黎
- 2011年：法國巴黎
- 2012年：法國巴黎
- 2013年：法國巴黎
- 2014年：中國北京
- 2015年：中國山東煙台
- 2016年：中國山東煙台
- 2017年：中國山東煙台
- 2018年：[2]

## 獲獎者／單位
- 紀堯姆·戈麥斯
- 伊沃·亞當（Ivo Adam）

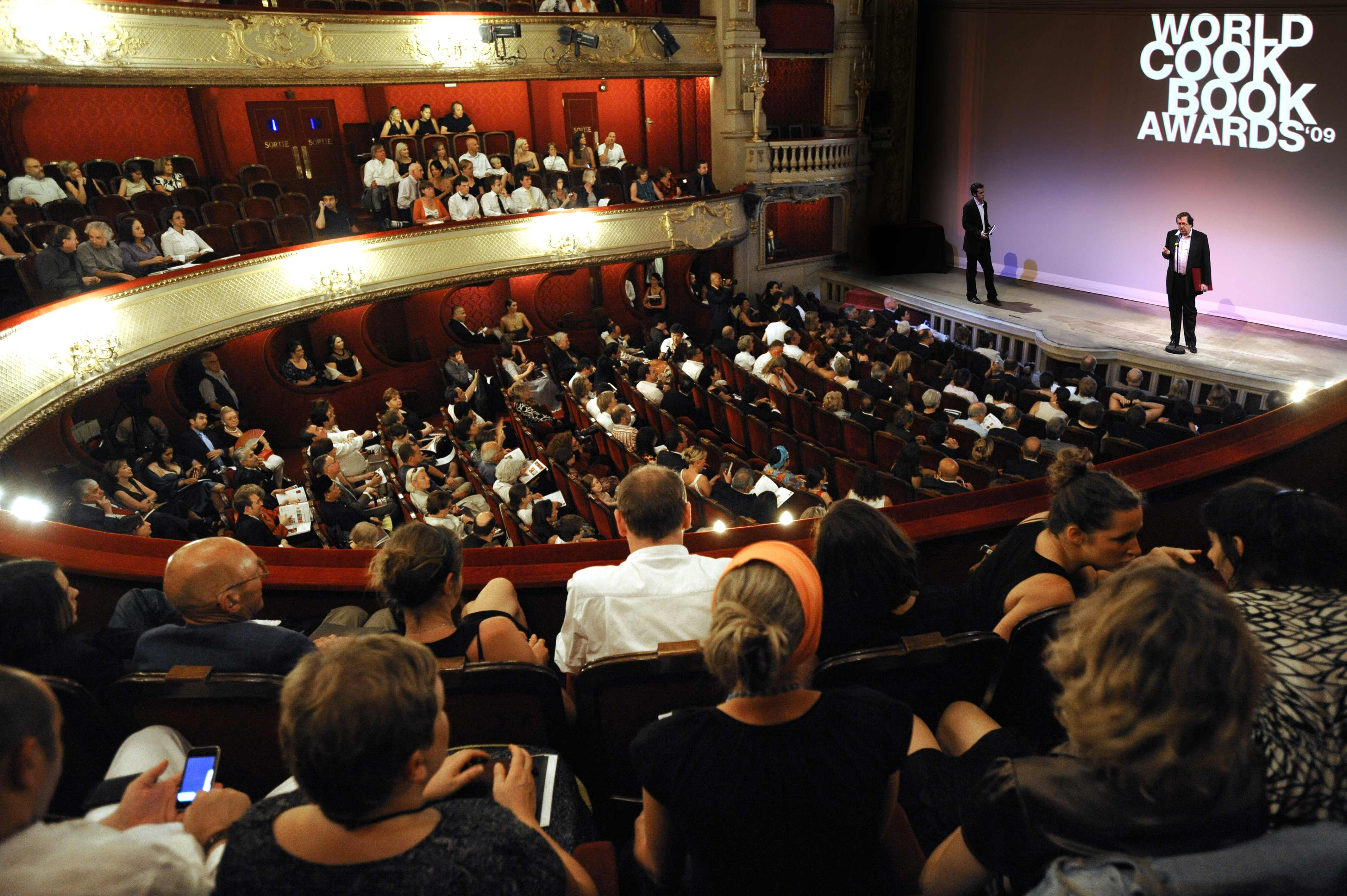
2009年的頒獎典禮

- 海科·安東尼維奇（Heiko Antoniewicz）
- 克努特·伯格曼（Knut Bergmann）
- 保羅·博古斯（Paul Bocuse）
- 拉爾夫·博斯（Ralf Bos）
- 弗朗茨·布蘭德爾（Franz Brandl）
- 查卡爾（Chakall，本名Eduardo Andrés Lopez）
- 於爾根·多拉塞（Jürgen Dollase）
- 坦尼婭·艾希霍恩（Tanja Eichhorn）
- 羅斯·艾略特（Rose Elliot）
- 弗洛里安·哈姆斯（Florian Harms）
- 斯蒂芬·亨斯勒（Steffen Henssler）
- 帕特里克·雅羅斯（Patrik Jaros）
- 羅曼·坎普（Roman Kempf）
- 克內斯貝克出版社（Knesebeck Verlag）
- 埃弗特·科恩邁爾（Evert Kornmayer）
- 栗原晴美（Harumi Kurihara）
- 魯道夫·蘭施鮑爾（Rudolf Lantschbauer）
- 莉亞·林斯特（Léa Linster）
- 蓋伊·馬丁（Guy Martin）
- 馬太出版社（Matthaes Verlag）
- 羅伯特·蒙大維（Robert Gerald Mondavi）
- 九口之家（neunerhaus）
- 奧拉夫·普洛特克（Olaf Plotke）
- 克里斯托弗·瓦格納（Christoph Wagner）
- 洛澤·維澤（筆名：Lojze Wieser，本名為Alois Wieser）
- 雅各比和斯圖爾特出版社（Verlagshaus Jacoby & Stuart）

## 官方網站
- Gourmand International （页面存档备份，存于）
- Gourmand Magazine （页面存档备份，存于）